# Liste des présidents de la Confédération suisse
Pour un article plus général, voir Président de la Confédération suisse.
La liste des présidents de la Confédération suisse présente les différentes personnes ayant présidé le Conseil fédéral depuis 1848. 
Élu par l'Assemblée fédérale pour un an, le président de la Confédération suisse préside les séances du Conseil fédéral et assume certains devoirs protocolaires. Il ne possède pas de pouvoir supérieur aux autres membres (primus inter pares) et continue à diriger son département. Le président est désigné à la session d'hiver des Chambres fédérales, en décembre, et entre en fonction le 1er janvier de chaque année. 
La tradition veut que la charge se transmette selon le principe d'ancienneté et le vice-président de l'année précédente devient généralement président l'année suivante. Ainsi, Guy Parmelin, vice-président en 2020, est président en 2021.

## Liste
| no   | Portrait                     | Nom                                      | Année     | Parti               | Parti   | Canton | Vice-président               | Remarque                                                                 |
| ---- | ---------------------------- | ---------------------------------------- | --------- | ------------------- | ------- | ------ | ---------------------------- | ------------------------------------------------------------------------ |
| 1    | Jonas Furrer                 | Jonas Furrer (1805-1861)                 | 1848 1849 |                     | PRD     | ZH     | Daniel-Henri Druey           | Premier mandat et premier président                                      |
| 2    | Daniel-Henri Druey           | Daniel-Henri Druey (1799-1855)           | 1850      |                     | PRD     | VD     | Martin J. Munzinger          |                                                                          |
| 3    | Martin J. Munzinger          | Martin J. Munzinger (1791-1855)          | 1851      |                     | PRD     | SO     | Jonas Furrer                 |                                                                          |
| (1)  | Jonas Furrer                 | Jonas Furrer (1805-1861)                 | 1852      |                     | PRD     | ZH     | Wilhelm Matthias Naeff       | Deuxième mandat                                                          |
| 4    | Wilhelm Matthias Naeff       | Wilhelm Matthias Naeff (1802-1881)       | 1853      |                     | PRD     | SG     | Friedrich Frey-Herosé        |                                                                          |
| 5    | Friedrich Frey-Herosé        | Friedrich Frey-Herosé (1801-1873)        | 1854      |                     | PRD     | AG     | Ulrich Ochsenbein            | Premier mandat                                                           |
| (1)  | Jonas Furrer                 | Jonas Furrer (1805-1861)                 | 1855      |                     | PRD     | ZH     | Jakob Stämpfli               | Troisième mandat                                                         |
| 6    | Jakob Stämpfli               | Jakob Stämpfli (1820-1879)               | 1856      |                     | PRD     | BE     | Constant Fornerod            | Premier mandat Plus jeune élu à l'âge 35 ans                             |
| 7    | Constant Fornerod            | Constant Fornerod (1819-1899)            | 1857      |                     | PRD     | VD     | Jonas Furrer                 | Premier mandat                                                           |
| (1)  | Jonas Furrer                 | Jonas Furrer (1805-1861)                 | 1858      |                     | PRD     | ZH     | Jakob Stämpfli               | Quatrième mandat                                                         |
| (6)  | Jakob Stämpfli               | Jakob Stämpfli (1820-1879)               | 1859      |                     | PRD     | BE     | Friedrich Frey-Herosé        | Deuxième mandat                                                          |
| (5)  | Friedrich Frey-Herosé        | Friedrich Frey-Herosé (1801-1873)        | 1860      |                     | PRD     | AG     | Melchior Josef Martin Knüsel | Deuxième mandat                                                          |
| 8    | Melchior Josef Martin Knüsel | Melchior Josef Martin Knüsel (1813-1889) | 1861      |                     | PRD     | LU     | Jakob Stämpfli               | Premier mandat                                                           |
| (6)  | Jakob Stämpfli               | Jakob Stämpfli (1820-1879)               | 1862      |                     | PRD     | BE     | Constant Fornerod            | Troisième mandat                                                         |
| (7)  | Constant Fornerod            | Constant Fornerod (1819-1899)            | 1863      |                     | PRD     | VD     | Jakob Dubs                   | Deuxième mandat                                                          |
| 9    | Jakob Dubs                   | Jakob Dubs (1822-1879)                   | 1864      |                     | PRD     | ZH     | Karl Schenk                  | Premier mandat                                                           |
| 10   | Karl Schenk                  | Karl Schenk (1823-1895)                  | 1865      |                     | PRD     | BE     | Melchior Josef Martin Knüsel | Premier mandat                                                           |
| (8)  | Melchior Josef Martin Knüsel | Melchior Josef Martin Knüsel (1813-1889) | 1866      |                     | PRD     | LU     | Constant Fornerod            | Deuxième mandat                                                          |
| (7)  | Constant Fornerod            | Constant Fornerod (1819-1899)            | 1867      |                     | PRD     | VD     | Jakob Dubs                   | Troisième mandat                                                         |
| (9)  | Jakob Dubs                   | Jakob Dubs (1822-1879)                   | 1868      |                     | PRD     | ZH     | Emil Welti                   | Deuxième mandat                                                          |
| 11   | Emil Welti                   | Emil Welti (1825-1899)                   | 1869      |                     | PRD     | AG     | Victor Ruffy                 | Premier mandat                                                           |
| (9)  | Jakob Dubs                   | Jakob Dubs (1822-1879)                   | 1870      |                     | PRD     | ZH     | Karl Schenk                  | Troisième mandat                                                         |
| (10) | Karl Schenk                  | Karl Schenk (1823-1895)                  | 1871      |                     | PRD     | BE     | Emil Welti                   | Deuxième mandat                                                          |
| (11) | Emil Welti                   | Emil Welti (1825-1899)                   | 1872      |                     | PRD     | AG     | Paul Ceresole                | Deuxième mandat                                                          |
| 12   | Paul Ceresole                | Paul Ceresole (1832-1905)                | 1873      |                     | PRD     | VD     | Karl Schenk                  |                                                                          |
| (10) | Karl Schenk                  | Karl Schenk (1823-1895)                  | 1874      |                     | PRD     | BE     | Emil Welti                   | Deuxième mandat                                                          |
| 13   | Johann Jakob Scherer         | Johann Jakob Scherer (1825-1878)         | 1875      |                     | PRD     | ZH     | Eugène Borel                 | Élu en décembre 1874 à la place d'Emil Welti, pourtant vice-président    |
| (11) | Emil Welti                   | Emil Welti (1825-1899)                   | 1876      |                     | PRD     | AG     | Joachim Heer                 | Troisième mandat                                                         |
| 14   | Joachim Heer                 | Joachim Heer (1823-1895)                 | 1877      |                     | PRD     | GL     | Karl Schenk                  |                                                                          |
| (10) | Karl Schenk                  | Karl Schenk (1823-1895)                  | 1874      |                     | PRD     | BE     | Bernhard Hammer              | Quatrième mandat                                                         |
| 15   | Bernhard Hammer              | Bernhard Hammer (1822-1907)              | 1879      |                     | PRD     | SO     | Emil Welti                   | Premier mandat                                                           |
| (11) | Emil Welti                   | Emil Welti (1825-1899)                   | 1880      |                     | PRD     | AG     | Fridolin Anderwert           | Quatrième mandat                                                         |
| 16   | Numa Droz                    | Numa Droz (1844-1899)                    | 1881      |                     | PRD     | NE     | Simeon Bavier                | Premier mandat Élu président pour 1881                                   |
| 17   | Simeon Bavier                | Simeon Bavier (1825-1896)                | 1882      |                     | PRD     | GR     | Louis Ruchonnet              |                                                                          |
| 18   | Louis Ruchonnet              | Louis Ruchonnet (1834-1893)              | 1883      |                     | PRD     | VD     | Emil Welti                   | Premier mandat                                                           |
| (11) | Emil Welti                   | Emil Welti (1825-1899)                   | 1884      |                     | PRD     | AG     | Karl Schenk                  | Cinquième mandat                                                         |
| (10) | Karl Schenk                  | Karl Schenk (1823-1895)                  | 1885      |                     | PRD     | BE     | Adolf Deucher                | Cinquième mandat                                                         |
| 19   | Adolf Deucher                | Adolf Deucher (1831-1912)                | 1886      |                     | PRD     | TG     | Numa Droz                    | Premier mandat                                                           |
| (16) | Numa Droz                    | Numa Droz (1844-1899)                    | 1887      |                     | PRD     | NE     | Wilhelm Hertenstein          | Deuxième mandat                                                          |
| 20   | Wilhelm Hertenstein          | Wilhelm Hertenstein (1825-1888)          | 1888      |                     | PRD     | ZH     | Bernhard Hammer              | Seul président mort en fonction                                          |
| (15) | Bernhard Hammer              | Bernhard Hammer (1822-1907)              | 1889      |                     | PRD     | SO     | Louis Ruchonnet              | Deuxième mandat Seul vice-président à succéder au président décédé       |
| (18) | Louis Ruchonnet              | Louis Ruchonnet (1834-1893)              | 1890      |                     | PRD     | VD     | Emil Welti                   | Deuxième mandat                                                          |
| (11) | Emil Welti                   | Emil Welti (1825-1899)                   | 1891      |                     | PRD     | AG     | Walter Hauser                | Sixième mandat                                                           |
| 21   | Walter Hauser                | Walter Hauser (1837-1902)                | 1892      |                     | PRD     | ZH     | Karl Schenk                  | Premier mandat                                                           |
| (10) | Karl Schenk                  | Karl Schenk (1823-1895)                  | 1893      |                     | PRD     | BE     | Emil Frey                    | Sixième mandat                                                           |
| 22   | Emil Frey                    | Emil Frey (1838-1922)                    | 1894      |                     | PRD     | BL     | Josef Zemp                   |                                                                          |
| 23   | Josef Zemp                   | Josef Zemp (1834-1908)                   | 1895      |                     | PPC     | LU     | Adrien Lachenal              | Premier mandat                                                           |
| 24   | Adrien Lachenal              | Adrien Lachenal (1849-1918)              | 1896      |                     | PRD     | GE     | Adolf Deucher                |                                                                          |
| (19) | Adolf Deucher                | Adolf Deucher (1831-1912)                | 1897      |                     | PRD     | TG     | Eugène Ruffy                 | Deuxième mandat                                                          |
| 25   | Eugène Ruffy                 | Eugène Ruffy (1854-1919)                 | 1898      |                     | PRD     | VD     | Eduard Müller                |                                                                          |
| 26   | Eduard Müller                | Eduard Müller (1848-1919)                | 1899      |                     | PRD     | BE     | Walter Hauser                | Premier mandat                                                           |
| (21) | Walter Hauser                | Walter Hauser (1837-1902)                | 1900      |                     | PRD     | ZH     | Ernst Brenner                | Deuxième mandat                                                          |
| 27   | Ernst Brenner                | Ernst Brenner (1856-1911)                | 1901      |                     | PRD     | BS     | Josef Zemp                   | Premier mandat                                                           |
| (23) | Josef Zemp                   | Josef Zemp (1834-1908)                   | 1902      |                     | PPC     | LU     | Adolf Deucher                | Deuxième mandat                                                          |
| (19) | Adolf Deucher                | Adolf Deucher (1831-1912)                | 1903      |                     | PRD     | TG     | Robert Comtesse              | Troisième mandat                                                         |
| 28   | Robert Comtesse              | Robert Comtesse (1847-1922)              | 1904      |                     | PRD     | NE     | Marc-Emile Ruchet            | Premier mandat                                                           |
| 29   | Marc-Emile Ruchet            | Marc-Emile Ruchet (1853-1912)            | 1905      |                     | PRD     | VD     | Ludwig Forrer                | Premier mandat                                                           |
| 30   | Ludwig Forrer                | Ludwig Forrer (1845-1921)                | 1906      |                     | PRD     | ZH     | Eduard Müller                | Premier mandat                                                           |
| (26) | Eduard Müller                | Eduard Müller (1848-1919)                | 1907      |                     | PRD     | BE     | Ernst Brenner                | Deuxième mandat                                                          |
| (27) | Ernst Brenner                | Ernst Brenner (1856-1911)                | 1908      |                     | PRD     | BS     | Josef Zemp                   | Deuxième mandat                                                          |
| (27) | Ernst Brenner                | Ernst Brenner (1856-1911)                | 1908      | Adolf Deucher       | PRD     | BS     |                              | Deuxième mandat                                                          |
| (19) | Adolf Deucher                | Adolf Deucher (1831-1912)                | 1909      |                     | PRD     | TG     | Robert Comtesse              | Quatrième mandat (président le plus âgé à 78 ans)                        |
| (28) | Robert Comtesse              | Robert Comtesse (1847-1922)              | 1910      |                     | PRD     | NE     | Marc-Emile Ruchet            | Deuxième mandat                                                          |
| (29) | Marc-Emile Ruchet            | Marc-Emile Ruchet (1853-1912)            | 1911      |                     | PRD     | VD     | Ludwig Forrer                | Deuxième mandat                                                          |
| (30) | Ludwig Forrer                | Ludwig Forrer (1845-1921)                | 1912      |                     | PRD     | ZH     | Eduard Müller                | Deuxième mandat                                                          |
| (26) | Eduard Müller                | Eduard Müller (1848-1919)                | 1913      |                     | PRD     | BE     | Arthur Hoffmann              | Troisième mandat                                                         |
| 31   | Arthur Hoffmann              | Arthur Hoffmann (1857-1927)              | 1914      |                     | PRD     | SG     | Giuseppe Motta               |                                                                          |
| 32   | Giuseppe Motta               | Giuseppe Motta (1871-1940)               | 1915      |                     | PCP     | TI     | Camille Decoppet             | Premier mandat                                                           |
| 33   | Camille Decoppet             | Camille Decoppet (1862-1925)             | 1916      |                     | PRD     | VD     | Edmund Schulthess            |                                                                          |
| 34   | Edmund Schulthess            | Edmund Schulthess (1868-1944)            | 1917      |                     | PRD     | AG     | Felix-Louis Calonder         | Premier mandat                                                           |
| 35   | Felix-Louis Calonder         | Felix-Louis Calonder (1863-1952)         | 1918      |                     | PRD     | GR     | Eduard Müller                |                                                                          |
| 36   | Gustave Ador                 | Gustave Ador (1845-1928)                 | 1919      |                     | PLD     | GE     | Giuseppe Motta               | Élu à la place d'Eduard Müller, pourtant vice-président                  |
| (32) | Giuseppe Motta               | Giuseppe Motta (1871-1940)               | 1920      |                     | PCP     | TI     | Edmund Schulthess            | Deuxième mandat                                                          |
| (34) | Edmund Schulthess            | Edmund Schulthess (1868-1944)            | 1921      |                     | PRD     | AG     | Robert Haab                  | Deuxième mandat                                                          |
| 37   | Robert Haab                  | Robert Haab (1865-1939)                  | 1922      |                     | PRD     | ZH     | Karl Scheurer                | Premier mandat                                                           |
| 38   | Karl Scheurer                | Karl Scheurer (1872-1929)                | 1923      |                     | PRD     | BE     | Ernest Chuard                |                                                                          |
| 39   | Ernest Chuard                | Ernest Chuard (1857-1942)                | 1924      |                     | PRD     | VD     | Jean-Marie Musy              |                                                                          |
| 40   | Jean-Marie Musy              | Jean-Marie Musy (1876-1952)              | 1925      |                     | PCP     | FR     | Heinrich Häberlin            | Premier mandat                                                           |
| 41   | Heinrich Häberlin            | Heinrich Häberlin (1868-1947)            | 1926      |                     | PRD     | TG     | Giuseppe Motta               | Premier mandat                                                           |
| (32) | Giuseppe Motta               | Giuseppe Motta (1871-1940)               | 1927      |                     | PCP     | TI     | Edmund Schulthess            | Troisième mandat                                                         |
| (34) | Edmund Schulthess            | Edmund Schulthess (1868-1944)            | 1928      |                     | PRD     | AG     | Robert Haab                  | Troisième mandat                                                         |
| (37) | Robert Haab                  | Robert Haab (1865-1939)                  | 1929      |                     | PRD     | ZH     | Karl Scheurer                | Deuxième mandat                                                          |
| (40) | Jean-Marie Musy              | Jean-Marie Musy (1876-1952)              | 1930      |                     | PCP     | FR     | Heinrich Häberlin            | Deuxième mandat                                                          |
| (41) | Heinrich Häberlin            | Heinrich Häberlin (1868-1947)            | 1931      |                     | PRD     | TG     | Giuseppe Motta               | Deuxième mandat                                                          |
| (32) | Giuseppe Motta               | Giuseppe Motta (1871-1940)               | 1932      |                     | PCP     | TI     | Edmund Schulthess            | Quatrième mandat                                                         |
| (34) | Edmund Schulthess            | Edmund Schulthess (1868-1944)            | 1933      |                     | PRD     | AG     | Marcel Pilet-Golaz           | Quatrième mandat                                                         |
| 42   | Marcel Pilet-Golaz           | Marcel Pilet-Golaz (1889-1958)           | 1934      |                     | PRD     | VD     | Rudolf Minger                | Premier mandat                                                           |
| 43   | Rudolf Minger                | Rudolf Minger (1881-1955)                | 1935      |                     | PAB     | BE     | Albert Meyer                 |                                                                          |
| 44   | Albert Meyer                 | Albert Meyer (1870-1953)                 | 1936      |                     | PRD     | ZH     | Giuseppe Motta               |                                                                          |
| (32) | Giuseppe Motta               | Giuseppe Motta (1871-1940)               | 1937      |                     | PCP     | TI     | Johannes Baumann             | Cinquième mandat                                                         |
| 45   | Johannes Baumann             | Johannes Baumann (1874-1953)             | 1938      |                     | PRD     | AR     | Philipp Etter                |                                                                          |
| 46   | Philipp Etter                | Philipp Etter (1891-1977)                | 1939      |                     | PCP     | ZG     | Marcel Pilet-Golaz           | Premier mandat                                                           |
| (42) | Marcel Pilet-Golaz           | Marcel Pilet-Golaz (1889-1958)           | 1940      |                     | PRD     | VD     | Hermann Obrecht              | Deuxième mandat                                                          |
| (42) | Marcel Pilet-Golaz           | Marcel Pilet-Golaz (1889-1958)           | 1940      | Rudolf Minger       | PRD     | VD     |                              | Deuxième mandat                                                          |
| 47   | Ernst Wetter                 | Ernst Wetter (1877-1963)                 | 1941      |                     | PRD     | ZH     | Philipp Etter                |                                                                          |
| (46) | Philipp Etter                | Philipp Etter (1891-1977)                | 1942      |                     | PCP     | ZG     | Enrico Celio                 | Deuxième mandat                                                          |
| 48   | Enrico Celio                 | Enrico Celio (1889-1980)                 | 1943      |                     | PCP     | TI     | Walther Stampfli             | Premier mandat                                                           |
| 49   | Walther Stampfli             | Walther Stampfli (1884-1965)             | 1944      |                     | PRD     | SO     | Marcel Pilet-Golaz           |                                                                          |
| 50   | Eduard von Steiger           | Eduard von Steiger (1881-1962)           | 1945      |                     | PAB     | BE     | Karl Kobelt                  | Premier mandat                                                           |
| 51   | Karl Kobelt                  | Karl Kobelt (1891-1968)                  | 1946      |                     | PRD     | SG     | Philipp Etter                | Premier mandat                                                           |
| (46) | Philipp Etter                | Philipp Etter (1891-1977)                | 1947      |                     | PCP     | ZG     | Enrico Celio                 | Troisième mandat                                                         |
| (48) | Enrico Celio                 | Enrico Celio (1889-1980)                 | 1948      |                     | PCP     | TI     | Ernst Nobs                   | Deuxième mandat                                                          |
| 52   | Ernst Nobs                   | Ernst Nobs (1886-1957)                   | 1949      |                     | PS      | ZH     | Max Petitpierre              |                                                                          |
| 53   | Max Petitpierre              | Max Petitpierre (1899-1994)              | 1950      |                     | PRD     | NE     | Eduard von Steiger           | Premier mandat                                                           |
| (50) | Eduard von Steiger           | Eduard von Steiger (1881-1962)           | 1951      |                     | PAB     | BE     | Karl Kobelt                  | Deuxième mandat                                                          |
| (51) | Karl Kobelt                  | Karl Kobelt (1891-1968)                  | 1952      |                     | PRD     | SG     | Philipp Etter                | Deuxième mandat                                                          |
| (46) | Philipp Etter                | Philipp Etter (1891-1977)                | 1953      |                     | PCP     | ZG     | Rodolphe Rubattel            | Quatrième mandat                                                         |
| 54   | Rodolphe Rubattel            | Rodolphe Rubattel (1896-1961)            | 1954      |                     | PRD     | VD     | Josef Escher                 |                                                                          |
| (53) | Max Petitpierre              | Max Petitpierre (1899-1994)              | 1955      |                     | PRD     | NE     | Markus Feldmann              | Deuxième mandat                                                          |
| 55   | Markus Feldmann              | Markus Feldmann (1897-1958)              | 1956      |                     | PAB     | BE     | Hans Streuli                 |                                                                          |
| 56   | Hans Streuli                 | Hans Streuli (1892-1970)                 | 1957      |                     | PRD     | ZH     | Thomas Holenstein            |                                                                          |
| 57   | Thomas Holenstein            | Thomas Holenstein (1896-1962)            | 1958      |                     | PCCS    | SG     | Paul Chaudet                 |                                                                          |
| 58   | Paul Chaudet                 | Paul Chaudet (1904-1977)                 | 1959      |                     | PRD     | VD     | Giuseppe Lepori              | Premier mandat                                                           |
| (53) | Max Petitpierre              | Max Petitpierre (1899-1994)              | 1960      |                     | PRD     | NE     | Friedrich Traugott Wahlen    | Troisième mandat                                                         |
| 59   | Friedrich Traugott Wahlen    | Friedrich Traugott Wahlen (1899-1985)    | 1961      |                     | PAB     | ZH     | Paul Chaudet                 |                                                                          |
| (58) | Paul Chaudet                 | Paul Chaudet (1904-1977)                 | 1962      |                     | PRD     | VD     | Jean Bourgknecht             | Deuxième mandat                                                          |
| (58) | Paul Chaudet                 | Paul Chaudet (1904-1977)                 | 1962      | Willy Spühler       | PRD     | VD     |                              | Deuxième mandat                                                          |
| 60   | Willy Spühler                | Willy Spühler (1902-1990)                | 1963      |                     | PS      | ZH     | Ludwig von Moos              | Premier mandat                                                           |
| 61   | Ludwig von Moos              | Ludwig von Moos (1910-1990)              | 1964      |                     | PCCS    | OB     | Hans Peter Tschudi           | Premier mandat                                                           |
| 62   | Hans Peter Tschudi           | Hans Peter Tschudi (1913-2002)           | 1965      |                     | PS      | BS     | Hans Schaffner               | Premier mandat                                                           |
| 63   | Hans Schaffner               | Hans Schaffner (1908-2004)               | 1966      |                     | PRD     | AG     | Roger Bonvin                 |                                                                          |
| 64   | Roger Bonvin                 | Roger Bonvin (1907-1982)                 | 1967      |                     | PCCS    | VS     | Willy Spühler                | Premier mandat                                                           |
| (60) | Willy Spühler                | Willy Spühler (1902-1990)                | 1968      |                     | PS      | ZH     | Ludwig von Moos              | Deuxième mandat                                                          |
| (61) | Ludwig von Moos              | Ludwig von Moos (1910-1990)              | 1969      |                     | PCCS    | OB     | Hans Peter Tschudi           | Deuxième mandat                                                          |
| (62) | Hans Peter Tschudi           | Hans Peter Tschudi (1913-2002)           | 1970      |                     | PS      | BS     | Rudolf Gnägi                 | Deuxième mandat                                                          |
| 65   | Rudolf Gnägi                 | Rudolf Gnägi (1917-1985)                 | 1971      |                     | PAB UDC | BE     | Nello Celio                  | Premier mandat                                                           |
| 66   | Nello Celio                  | Nello Celio (1914-1995)                  | 1972      |                     | PRD     | TI     | Roger Bonvin                 |                                                                          |
| (64) | Roger Bonvin                 | Roger Bonvin (1907-1982)                 | 1973      |                     | PDC     | VS     | Ernst Brugger                | Deuxième mandat                                                          |
| 67   | Ernst Brugger                | Ernst Brugger (1914-1998)                | 1974      |                     | PRD     | ZH     | Pierre Graber                | Premier mandat                                                           |
| 68   | Pierre Graber                | Pierre Graber (1908-2003)                | 1975      |                     | PS      | VD     | Rudolf Gnägi                 |                                                                          |
| (65) | Rudolf Gnägi                 | Rudolf Gnägi (1917-1985)                 | 1976      |                     | UDC     | BE     | Kurt Furgler                 | Deuxième mandat                                                          |
| 69   | Kurt Furgler                 | Kurt Furgler (1924-2008)                 | 1977      |                     | PDC     | SG     | Willi Ritschard              | Premier mandat                                                           |
| 70   | Willi Ritschard              | Willi Ritschard (1918-1983)              | 1978      |                     | PS      | SO     | Hans Hürlimann               |                                                                          |
| 71   | Hans Hürlimann               | Hans Hürlimann (1918-1994)               | 1979      |                     | PDC     | ZG     | Georges-André Chevallaz      |                                                                          |
| 72   | Georges-André Chevallaz      | Georges-André Chevallaz (1915-2002)      | 1980      |                     | PRD     | VD     | Kurt Furgler                 |                                                                          |
| (69) | Kurt Furgler                 | Kurt Furgler (1924-2008)                 | 1981      |                     | PDC     | SG     | Fritz Honegger               | Deuxième mandat                                                          |
| 73   | Fritz Honegger               | Fritz Honegger (1917-1999)               | 1982      |                     | PRD     | ZH     | Pierre Aubert                |                                                                          |
| 74   | Pierre Aubert                | Pierre Aubert (1927-2016)                | 1983      |                     | PS      | NE     | Willi Ritschard              | Premier mandat                                                           |
| 75   | Leon Schlumpf                | Leon Schlumpf (1925-2012)                | 1984      |                     | UDC     | GR     | Kurt Furgler                 |                                                                          |
| (69) | Kurt Furgler                 | Kurt Furgler (1924-2008)                 | 1985      |                     | PDC     | SG     | Alphons Egli                 | Troisième mandat                                                         |
| 76   | Alphons Egli                 | Alphons Egli (1924-2016)                 | 1986      |                     | PDC     | LU     | Pierre Aubert                |                                                                          |
| (74) | Pierre Aubert                | Pierre Aubert (1927-2016)                | 1987      |                     | PS      | NE     | Otto Stich                   | Deuxième mandat                                                          |
| 77   | Otto Stich                   | Otto Stich (1927-2012)                   | 1988      |                     | PS      | SO     | Jean-Pascal Delamuraz        | Premier mandat                                                           |
| 78   | Jean-Pascal Delamuraz        | Jean-Pascal Delamuraz (1936-1998)        | 1989      |                     | PRD     | VD     | Elisabeth Kopp               | Premier mandat                                                           |
| 78   | Jean-Pascal Delamuraz        | Jean-Pascal Delamuraz (1936-1998)        | 1989      | Arnold Koller       | PRD     | VD     |                              | Premier mandat                                                           |
| 79   | Arnold Koller                | Arnold Koller (1933-)                    | 1990      |                     | PDC     | AI     | Flavio Cotti                 | Premier mandat                                                           |
| 80   | Flavio Cotti                 | Flavio Cotti (1939-2020)                 | 1991      |                     | PDC     | TI     | René Felber                  | Premier mandat                                                           |
| 81   | René Felber                  | René Felber (1933-2020)                  | 1992      |                     | PS      | NE     | Adolf Ogi                    |                                                                          |
| 82   | Adolf Ogi                    | Adolf Ogi (1942-)                        | 1993      |                     | UDC     | BE     | Otto Stich                   | Premier mandat                                                           |
| (77) | Otto Stich                   | Otto Stich (1927-2012)                   | 1994      |                     | PS      | SO     | Kaspar Villiger              | Deuxième mandat                                                          |
| 83   | Kaspar Villiger              | Kaspar Villiger (1941-)                  | 1995      |                     | PRD     | LU     | Jean-Pascal Delamuraz        | Premier mandat                                                           |
| (78) | Jean-Pascal Delamuraz        | Jean-Pascal Delamuraz (1936-1998)        | 1996      |                     | PRD     | VD     | Arnold Koller                | Deuxième mandat                                                          |
| (79) | Arnold Koller                | Arnold Koller (1933-)                    | 1997      |                     | PDC     | AI     | Flavio Cotti                 | Deuxième mandat                                                          |
| (80) | Flavio Cotti                 | Flavio Cotti (1939-2020)                 | 1998      |                     | PDC     | TI     | Ruth Dreifuss                | Deuxième mandat                                                          |
| 84   | Ruth Dreifuss                | Ruth Dreifuss (1940-)                    | 1999      |                     | PS      | GE     | Adolf Ogi                    | Première femme président                                                 |
| (82) | Adolf Ogi                    | Adolf Ogi (1942-)                        | 2000      |                     | UDC     | BE     | Moritz Leuenberger           | Deuxième mandat                                                          |
| 85   | Moritz Leuenberger           | Moritz Leuenberger (1946-)               | 2001      |                     | PS      | ZH     | Kaspar Villiger              | Premier mandat                                                           |
| (83) | Kaspar Villiger              | Kaspar Villiger (1941-)                  | 2002      |                     | PRD     | LU     | Pascal Couchepin             | Deuxième mandat                                                          |
| 86   | Pascal Couchepin             | Pascal Couchepin (1942-)                 | 2003      |                     | PRD     | VS     | Ruth Metzler-Arnold          | Premier mandat                                                           |
| 87   | Joseph Deiss                 | Joseph Deiss (1946-)                     | 2004      |                     | PDC     | FR     | Samuel Schmid                | Ruth Metzler-Arnold, vice-présidente, n'est pas réélu au Conseil fédéral |
| 88   | Samuel Schmid                | Samuel Schmid (1947-)                    | 2005      |                     | UDC     | BE     | Moritz Leuenberger           |                                                                          |
| (85) | Moritz Leuenberger           | Moritz Leuenberger (1946-)               | 2006      |                     | PS      | ZH     | Micheline Calmy-Rey          | Deuxième mandat                                                          |
| 89   | Micheline Calmy-Rey          | Micheline Calmy-Rey (1945-)              | 2007      |                     | PS      | GE     | Pascal Couchepin             | Premier mandat                                                           |
| (86) | Pascal Couchepin             | Pascal Couchepin (1942-)                 | 2008      |                     | PRD     | VS     | Hans-Rudolf Merz             | Deuxième mandat                                                          |
| 90   | Hans-Rudolf Merz             | Hans-Rudolf Merz (1942-)                 | 2009      |                     | PRD PLR | AR     | Doris Leuthard               |                                                                          |
| 91   | Doris Leuthard               | Doris Leuthard (1963-)                   | 2010      |                     | PDC     | AG     | Samuel Schmid                | Premier mandat                                                           |
| 91   | Doris Leuthard               | Doris Leuthard (1963-)                   | 2010      | Micheline Calmy-Rey | PDC     | AG     |                              | Premier mandat                                                           |
| (89) | Micheline Calmy-Rey          | Micheline Calmy-Rey (1945-)              | 2011      |                     | PS      | GE     | Eveline Widmer-Schlumpf      | Deuxième mandat                                                          |
| 92   | Eveline Widmer-Schlumpf      | Eveline Widmer-Schlumpf (1956-)          | 2012      |                     | PBD     | GR     | Ueli Maurer                  |                                                                          |
| 93   | Ueli Maurer                  | Ueli Maurer (1950-)                      | 2013      |                     | UDC     | ZH     | Didier Burkhalter            | Premier mandat                                                           |
| 94   | Didier Burkhalter            | Didier Burkhalter (1960-)                | 2014      |                     | PLR     | NE     | Simonetta Sommaruga          |                                                                          |
| 95   | Simonetta Sommaruga          | Simonetta Sommaruga (1960-)              | 2015      |                     | PS      | BE     | Johann Schneider-Ammann      | Premier mandat                                                           |
| 96   | Johann Schneider-Ammann      | Johann Schneider-Ammann (1952-)          | 2016      |                     | PLR     | BE     | Doris Leuthard               |                                                                          |
| (91) | Doris Leuthard               | Doris Leuthard (1963-)                   | 2017      |                     | PDC     | AG     | Alain Berset                 | Deuxième mandat                                                          |
| 97   | Alain Berset                 | Alain Berset (1972-)                     | 2018      |                     | PS      | FR     | Ueli Maurer                  | Premier mandat                                                           |
| (93) | Ueli Maurer                  | Ueli Maurer (1950-)                      | 2019      |                     | UDC     | ZH     | Simonetta Sommaruga          | Deuxième mandat                                                          |
| (95) | Simonetta Sommaruga          | Simonetta Sommaruga (1960-)              | 2020      |                     | PS      | BE     | Guy Parmelin                 | Deuxième mandat                                                          |
| 98   | Guy Parmelin                 | Guy Parmelin (1959-)                     | 2021      |                     | UDC     | VD     | Ignazio Cassis               |                                                                          |
| 99   | Ignazio Cassis               | Ignazio Cassis (1961-)                   | 2022      |                     | PLR     | TI     | Alain Berset                 |                                                                          |
| (97) | Alain Berset                 | Alain Berset (1972-)                     | 2023      |                     | PS      | FR     | Viola Amherd                 | Deuxième mandat                                                          |
| 100  | Viola Amherd                 | Viola Amherd (1962-)                     | 2024      |                     | LC      | VS     | Karin Keller-Sutter          |                                                                          |
| 101  | Karin Keller-Sutter          | Karin Keller-Sutter (1963-)              | 2025      |                     | PLR     | SG     | Guy Parmelin                 |                                                                          |

## Conseillers fédéraux qui n'ont jamais été présidents de la Confédération suisse
| No  | Portrait | Nom                        | Naissance / décès | Remarque                                                                                            | Parti | Canton                       |
| --- | -------- | -------------------------- | ----------------- | --------------------------------------------------------------------------------------------------- | ----- | ---------------------------- |
| 2   |          | Ulrich Ochsenbein          | 1811-1890         | Vice-président en 1854, n'est pas réélu au Conseil fédéral en 1854                                  | PRD   | Berne                        |
| 5   |          | Stefano Franscini          | 1796-1857         | Ne parlant pas l'allemand et étant dur d'oreille[style à revoir], n'est pas proposé à la présidence | PRD   | Tessin                       |
| 11  |          | Giovanni Battista Pioda    | 1808-1882         | N'est pas proposé par manque de soutien politique                                                   | PRD   | Tessin                       |
| 14  |          | Jean-Jacques Challet-Venel | 1811-1893         | N'est pas réélu au Conseil fédéral en 1872                                                          | PRD   | Genève                       |
| 16  |          | Victor Ruffy               | 1823-1869         | Devait accéder à la présidence en 1870, mais décède prématurément                                   | PRD   | Vaud                         |
| 19  |          | Eugène Borel               | 1835-1892         | Démissionne alors qu'il est vice-président du Conseil fédéral                                       | PRD   | Neuchâtel                    |
| 21  |          | Fridolin Anderwert         | 1828-1880         | Vice-président, il se suicide le 25 décembre 1880 après son élection à la présidence le 7 décembre  | PRD   | Thurgovie                    |
| 38  |          | Josef Anton Schobinger     | 1849-1911         | Décède prématurément                                                                                | PCP   | Lucerne                      |
| 41  |          | Louis Perrier              | 1849-1913         | Décède prématurément                                                                                | PRD   | Neuchâtel                    |
| 56  |          | Hermann Obrecht            | 1882-1949         | Démissionne alors qu'il est vice-président                                                          | PRD   | Soleure                      |
| 65  |          | Josef Escher               | 1885-1954         | Décède alors qu'il est vice-président                                                               | PCP   | Valais                       |
| 67  |          | Max Weber                  | 1897-1974         | Est conseiller fédéral trop peu de temps                                                            | PS    | Zurich                       |
| 71  |          | Giuseppe Lepori            | 1902-1968         | Démissionne alors qu'il est vice-président                                                          | PCCS  | Tessin                       |
| 73  |          | Jean Bourgknecht           | 1902-1964         | Démissionne alors qu'il est vice-président                                                          | PCCS  | Fribourg                     |
| 91  |          | Rudolf Friedrich           | 1923-2013         | Est conseiller fédéral trop peu de temps                                                            | PRD   | Zurich                       |
| 94  |          | Elisabeth Kopp             | 1936-2023         | Démissionne alors qu'elle est vice-présidente                                                       | PRD   | Zurich                       |
| 103 |          | Ruth Metzler-Arnold        | 1964-             | N'est pas réélue alors qu’elle est vice-présidente                                                  | PDC   | Appenzell Rhodes-Intérieures |
| 107 |          | Christoph Blocher          | 1940-             | N'est pas réélu                                                                                     | UDC   | Zurich                       |

## Conseillers fédéraux actuels qui n'ont pas encore été présidents de la Confédération
| No  | Portrait | Nom                       | Naissance | Parti | Canton |
| --- | -------- | ------------------------- | --------- | ----- | ------ |
| 120 |          | Albert Rösti              | 1967      | UDC   | Berne  |
| 121 |          | Elisabeth Baume-Schneider | 1963      | PS    | Jura   |
| 122 |          | Beat Jans                 | 1964      | PS    | BS     |
| 122 |          | Martin Pfister            | 1963      | LC    | ZG     |